# 阿波市立大俣小学校
阿波市立大俣小学校（あわしりつ おおまたしょうがっこう）は、徳島県阿波市市場町上喜来にある公立小学校。

## 沿革
- 1874年（明治07年） - 創立。
- 1878年（明治11年） - 大俣小学校と改称。
- 2005年（平成17年） - 町村合併のため阿波市立大俣小学校となる。

## 通学区域が隣接している学校
- 阿波市立御所小学校
- 阿波市立土成小学校
- 阿波市立市場小学校
- 阿波市立久勝小学校
- 阿波市立伊沢小学校
- 美馬市立江原北小学校
- 香川県東かがわ市立白鳥小中学校